# 鮑恂
鮑 恂（ほう じゅん、生没年不詳）は、元末明初の儒学者。字は仲孚、号は西渓先生。本貫は嘉興府崇徳県。

## 生涯
臨川県の呉澄に『易経』の講義を受けた。後至元元年（1335年）、進士に及第した。至正年間、推薦により温州路学正に任じられた。ほどなく翰林院に召し入れられたが、就任しなかった。洪武4年（1371年）、明代初の科挙が行われることとなり、同考官として召し出された。試験が終わると、辞去した。洪武15年（1382年）、礼部主事の劉庸に推薦されて上京した。このとき鮑恂は80歳を過ぎており、顧問の座を賜った。翌日、文華殿大学士に任じられたが、老病のため固辞し、故郷に帰った。
著書に『大易挙隅』3巻・『西渓漫稿』4巻があった。